# リヤサ

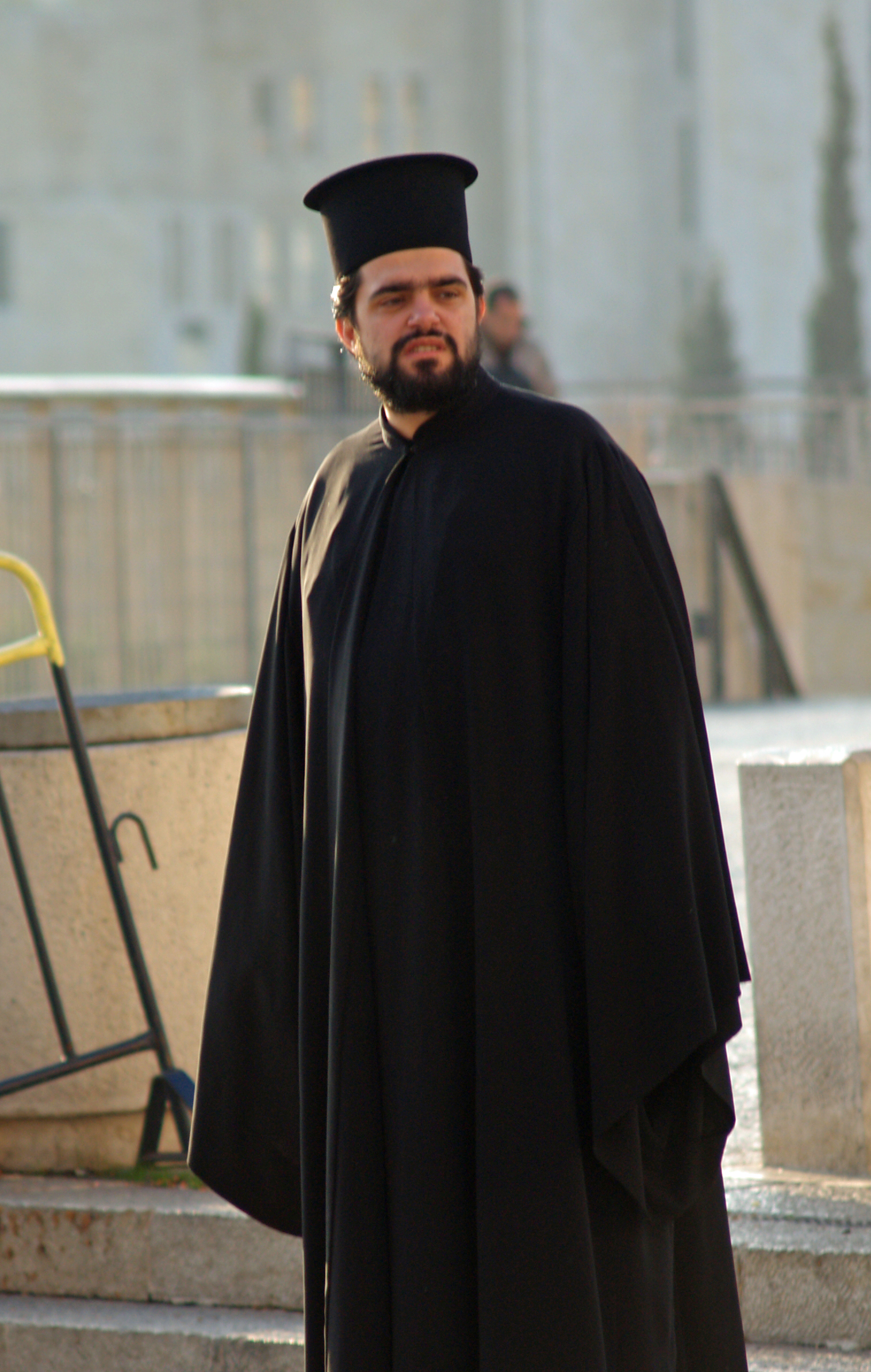
ギリシャ系のラソ（リヤサ）を着用し、ギリシャ系のカミラフカを被っている聖職者（役職不詳）。（エルサレムで撮影）

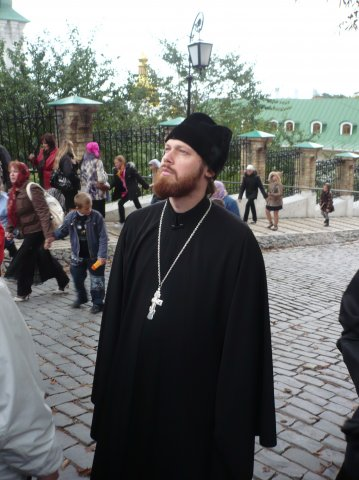
リヤサを着用し、胸掛け十字架を身に着けている、典院フィリップ（ロシア正教会）

リヤサ（ギリシア語: εξώρασον, ロシア語: Ря́са, 英語: ryasa, riassa, outer cassock）は、正教会・東方諸教会で用いられる、だぶだぶのゆったりとした衣服の一種。主教、司祭、輔祭、修道士によって、日常的な上着として用いられ、ポドリャスニクの上に纏われる。西方教会のキャソック（カソック）に相当する。
「リヤサ」はロシア語（Ря́са）からの転写に由来する表記であり、日本正教会において公式ページなどで使用頻度の高いものであるが、他にリャサとも転写し得る。
ギリシャ語では"εξώρασον"（エクソラソン）と呼ばれるが、単に"ράσον"（転写例：ラーソ、もしくはラソ）とも呼ばれる。ただし単に「ラーソ」「ラソ」と言った場合、アンテリ（ロシア語由来の表記ではポドリャスニク）を指す場合があるので注意が必要である。
英語では本記事で扱っている正教会の服装につき、ギリシャ語やロシア語から転写した表記の他、アウターキャソック（カソック）（outer cassock）とも呼ぶ。
ロシア系の伝統にある教会では神学生、誦経者、副輔祭は身に着けない。他方ギリシャ系の伝統にある教会では、聖歌者は教会内でリャサ（ラソ）を身に着ける。この時聖歌者は、通常ポドリャスニクを着用せずに世俗の衣服の上に直接にリャサ（ラソ）を着用する。
晩課のような、奉事例（定められた奉神礼の方法を定めたもの）が司祭に完装までは要求していない場面においては、リヤサを着用すべきものとされるが、ステハリ（司祭用の祭袍下着）が着用される時においては司祭はリヤサを着用しない。
リヤサには袖の先が時には色違いにされた上で返されたものがある。ギリシャ系伝統のものはロシア系伝統のものよりも、より軽めに十分に裁断する傾向がある。起源は修道士の上着である。